# Girolamo Savonuzzi
Girolamo Savonuzzi (* 1885 in Ferrara; † 15. November 1943 ebendort) war ein italienischer Ingenieur. Er war Chefingenieur der Stadtverwaltung von Ferrara und trug mit seinen Projekten, zusammen mit seinem jüngeren Bruder Carlo und in Zusammenarbeit mit Podestà Renzo Ravenna, zur Umgestaltung und Modernisierung des städtischen Umfeldes in der Este-Stadt bei.

## Leben

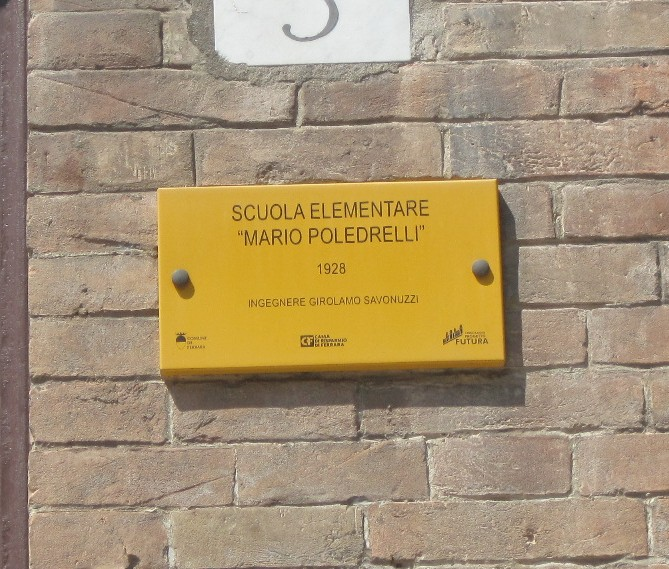
Gedenktafel für Girolamo Savonuzzi an der Fassade der Poledrelli-Grundschule

Savonuzzi studierte Ingenieurwesen und wurde später Chefingenieur der Stadtverwaltung, wo er, zusammen mit seinem Bruder Carlo, zur Umgestaltung des Stadtbildes beitrug. 1919 zog er für die sozialistische Partei in den Stadtrat ein. Nach dem Aufkommen des Faschismus hatte er viele Schwierigkeiten und musste nach den politisch motivierten Gewaltexzessen im Castello Estense vom 20. Dezember 1920, bei denen mehrere Menschen den Tod fanden, als Stadtrat zurücktreten. Es gelang ihm, seine Arbeit als Ingenieur im technischen Büro fortzusetzen, auch dank des Podestà Ravenna, eines Freundes von Italo Balbo, der ihn trotz seiner offensichtlich antifaschistischen Haltung im Amt behalten wollte.
Im Rahmen der industriellen Entwicklung Ferraras nach dem Vorbild und mit Bezug auf das Gebiet von Marghera führte er verschiedene städtebauliche Projekte durch, wie die Erweiterung des bestehenden Hafens am Po di Volano und, falls sich dieser für den Handelsverkehr als unzureichend erweisen sollte, den Bau eines zweiten Hafens bei Pontelagoscuro.
.
Er gehörte zu den Persönlichkeiten Ferraras, die den faschistischen Rapressalien nach der Ermordung des neuen Gouverneurs von Ferrara, Igino Ghisellini, zum Opfer fielen.

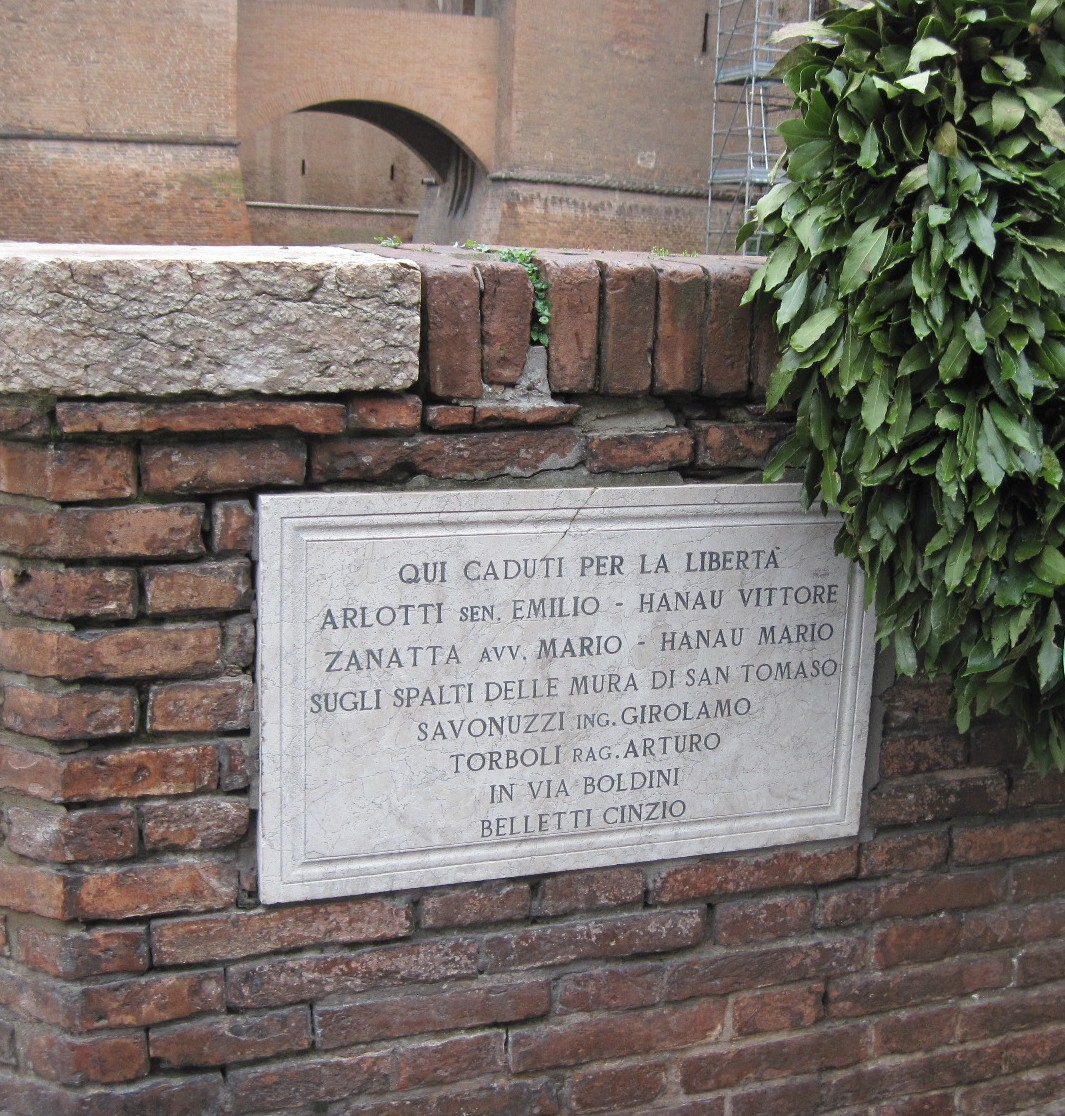
Ferrara, Castello Estense, Grabenmauer. Gedenktafel der für die Freiheit Gefallenen. Unter den Namen befindet sich auch der des Ingenieurs Savonuzzi.

## In Ferrara entworfene Werke
Der Ingenieur Girolamo Savonuzzi entwarf, oft in Zusammenarbeit mit seinem Bruder Carlo und anderen Fachleuten, verschiedene Gebäude in der Stadt Ferrara. Dazu gehören die Scuola elementare Poledrelli, das Naturkundemuseum, der Boldini-Komplex und das Konservatorium Girolamo Frescobaldi.

## Gedenkstätte

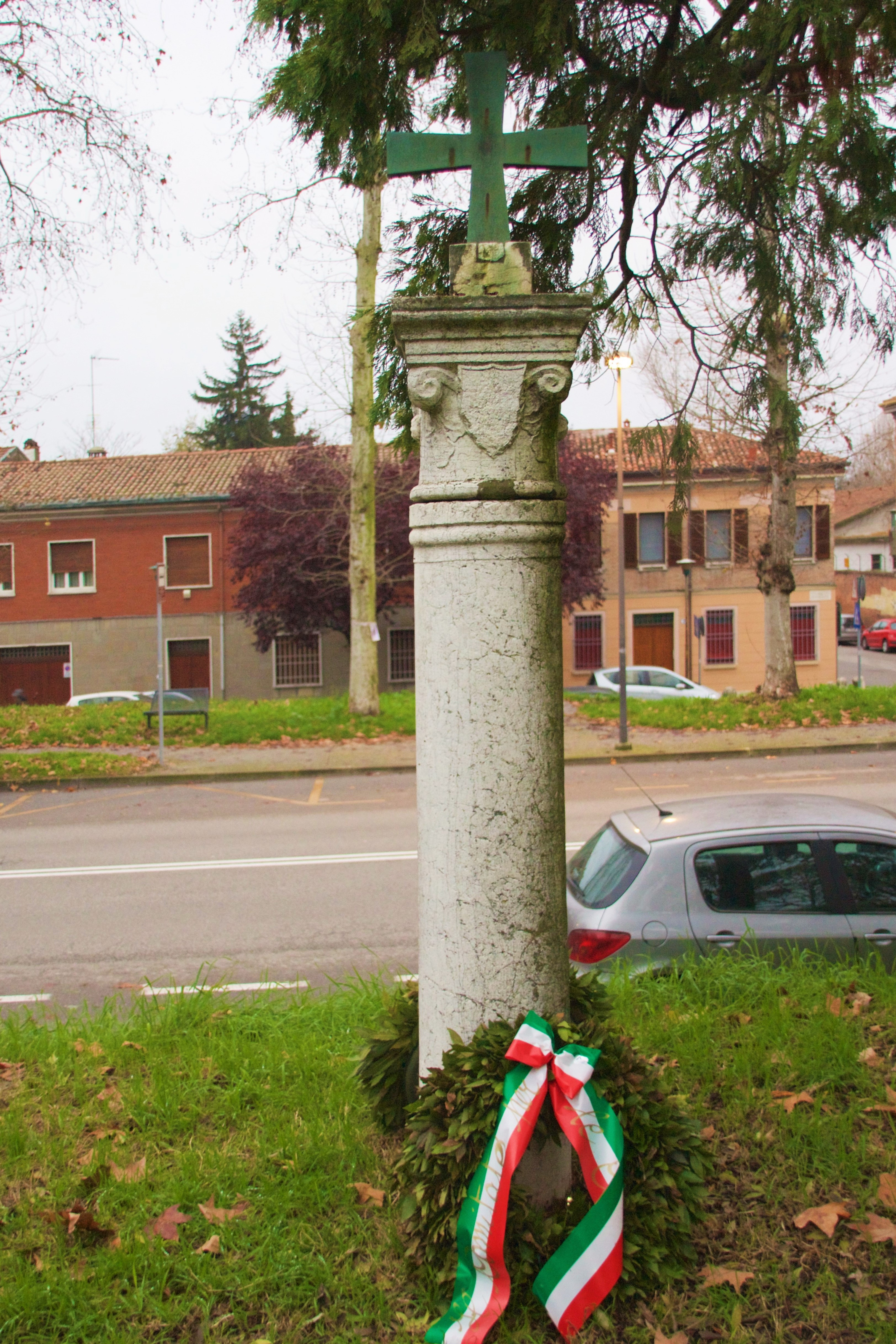
Gedenksäule an der Stelle, an der Girolamo Savonuzzi und Arturo Torboli 1943 erschossen wurden

Die Gemeinde erinnert an Girolamo Savonuzzi mit einer Reihe von Inschriften und Denkmälern. Zum Beispiel mit der Gedenktafel an der Grabenmauer des Castello Estense und mit der Säule auf der Bastion von San Tommaso an der Stadtmauer von Ferrara (die im Mai 2018 durch den Diebstahl des Kreuzes und des Kapitells beschädigt wurde).